# Palaeophilotes triphysina
Palaeophilotes triphysina is een vlinder uit de familie van de Lycaenidae. De wetenschappelijke naam van de soort is voor het eerst gepubliceerd in 1892 door Otto Staudinger.
De soort komt voor in Noordwest-China (Kaxgar).